# Villers-la-Montagne
Villers-la-Montagne település Franciaországban, Meurthe-et-Moselle megyében. Lakosainak száma 1562 fő (2022. január 1.). Villers-la-Montagne Bréhain-la-Ville, Chenières, Haucourt-Moulaine, Hussigny-Godbrange, Laix, Morfontaine és Tiercelet községekkel határos.

## Népesség
A település népessége az elmúlt években az alábbi módon változott:
| Lakosok száma | 1060 | 1273 | 1226 | 1442 | 1447 | 1482 | 1501 | 1525 | 1538 | 1562 |
|               | 1968 | 1982 | 1990 | 2006 | 2013 | 2015 | 2017 | 2019 | 2020 | 2022 |